# Glyphis dictyospora
Glyphis dictyospora är en lavart som beskrevs av Staiger. Glyphis dictyospora ingår i släktet Glyphis och familjen Graphidaceae.   Inga underarter finns listade i Catalogue of Life.